# Sindrome nervosa da alta pressione
Sindrome nervosa da alta pressione (HPNS)  è una sindrome che può insorgere quando un subacqueo respira per troppo tempo una miscela di elio ed ossigeno (es: heliox) ad alte pressioni (con profondità superiori ai 130 metri). Tra i sintomi ci sono nausea, vomito, tremori e confusione mentale. Può essere evitata includendo nella miscela piccole percentuali di altri gas, come azoto (trimix), o idrogeno (hydreliox).
L'HPNS è stata descritta e studiata per la prima volta dal dottor Peter B. Bennet della Royal Navy, che è anche il fondatore del Divers Alert Network (DAN).
Bennet ha inoltre partecipato alla realizzazione del film The Abyss, in cui uno dei personaggi ha dei problemi dovuti alla 'sindrome nervosa da alta pressione'.